# Isla Iguana
Isla Iguana es una isla de la provincia panameña de Los Santos, que forma parte del refugio de vida silvestre de este. La isla está compuesta por rocas de basalto intrusivo, producto de erupciones volcánicas submarinas.  Fue declarada área protegida en el año 1981 la isla atrae a científicos, biólogos y turistas. La isla es el hogar de unas 5000 aves fragatas que se pueden ver sobrevolando la isla.
En sus costas se encuentra uno de los principales arrecifes coralinos del Pacífico azuerense y santeño.  La isla tiene 13 hectáreas con bosque húmedo tropical seco y hay 40 hectáreas más de coral. Los arrecifes de coral que rodean la isla tienen más de 17 especies de corales y 347 especies de peces. Esta característica confiere que sus playas sean de arena blanca producto de la erosión del esqueleto del coral y habitadas por una amplia variedad de invertebrados, sobre todo cangrejos.
Una de las características más importantes de isla Iguana, es la presencia permanente o migratoria de cetáceos como la Ballena jorobada, aunque también son frecuentes los delfines, entre ellos el Delfín moteado del Pacífico (Stenella attenuata) y el Delfín nariz de botella (Tursiops truncatus). La isla también sirve como un lugar donde cinco especies de tortugas marinas vienen a desovar durante los meses de abril y septiembre.
Los tours a Isla Iguana parten de Playa Arenal en Pedasí o de Mariabe, el pueblo antes de Pedasí, que ofrece un tiempo de travesía más corto.

## Geografía
Isla Iguana se encuentra ubicada en las costa pedasieña, en la provincia de Los Santos, en la divisoria de aguas del océano Pacífico en el extremo este de la península de Azuero a unos 4,7 km de la costa entre el río Purio y el río Pedasí. 

## Imágenes

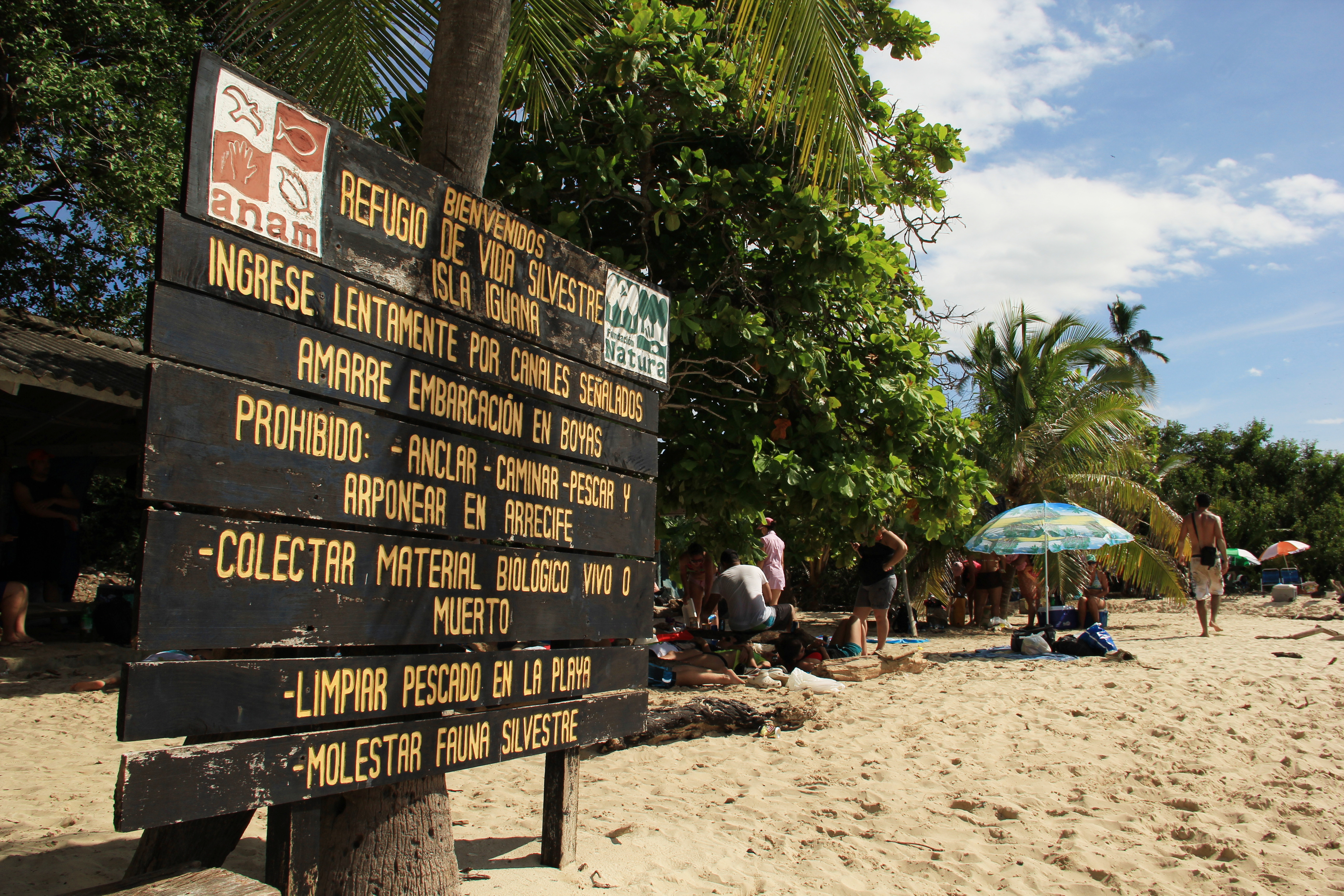
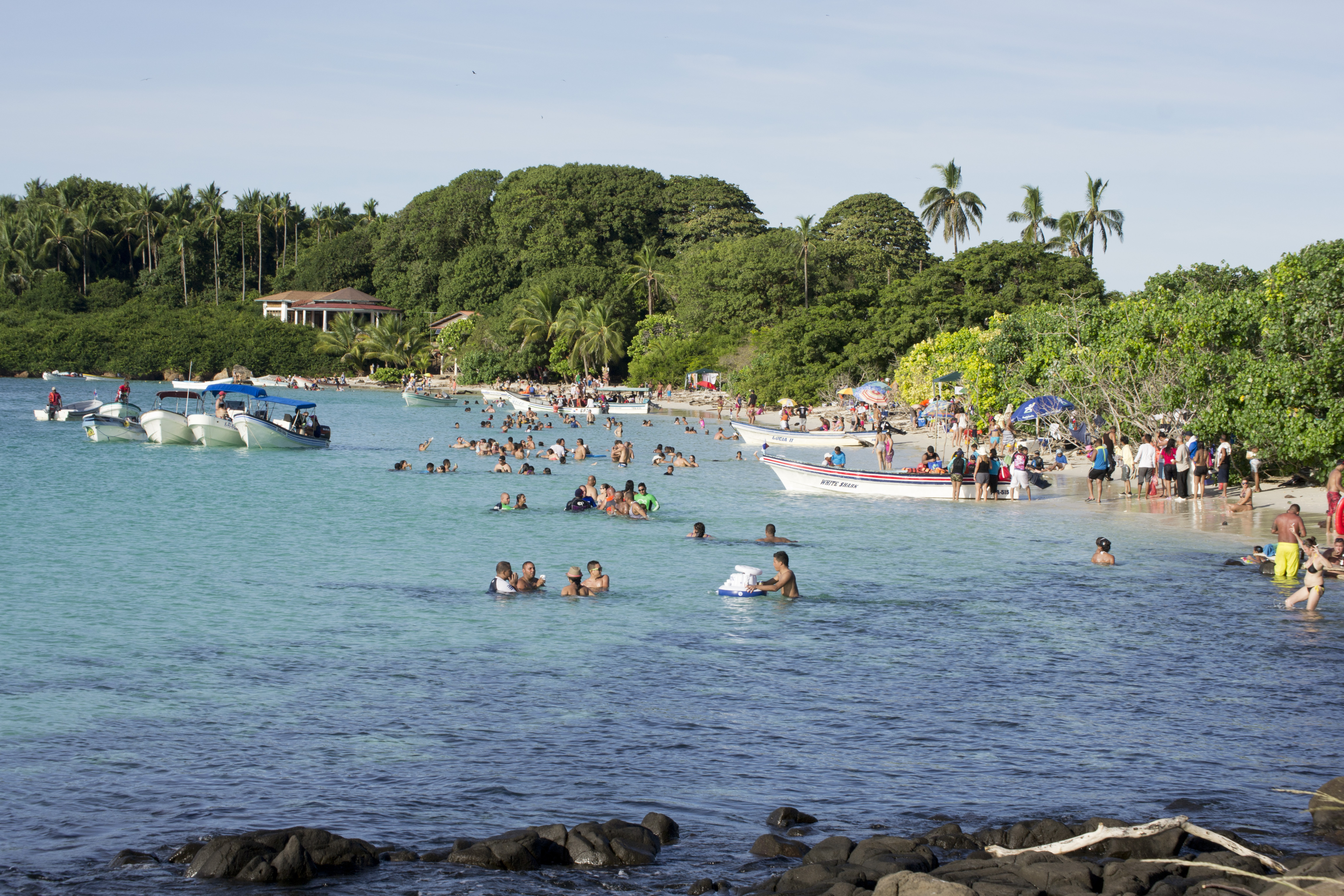
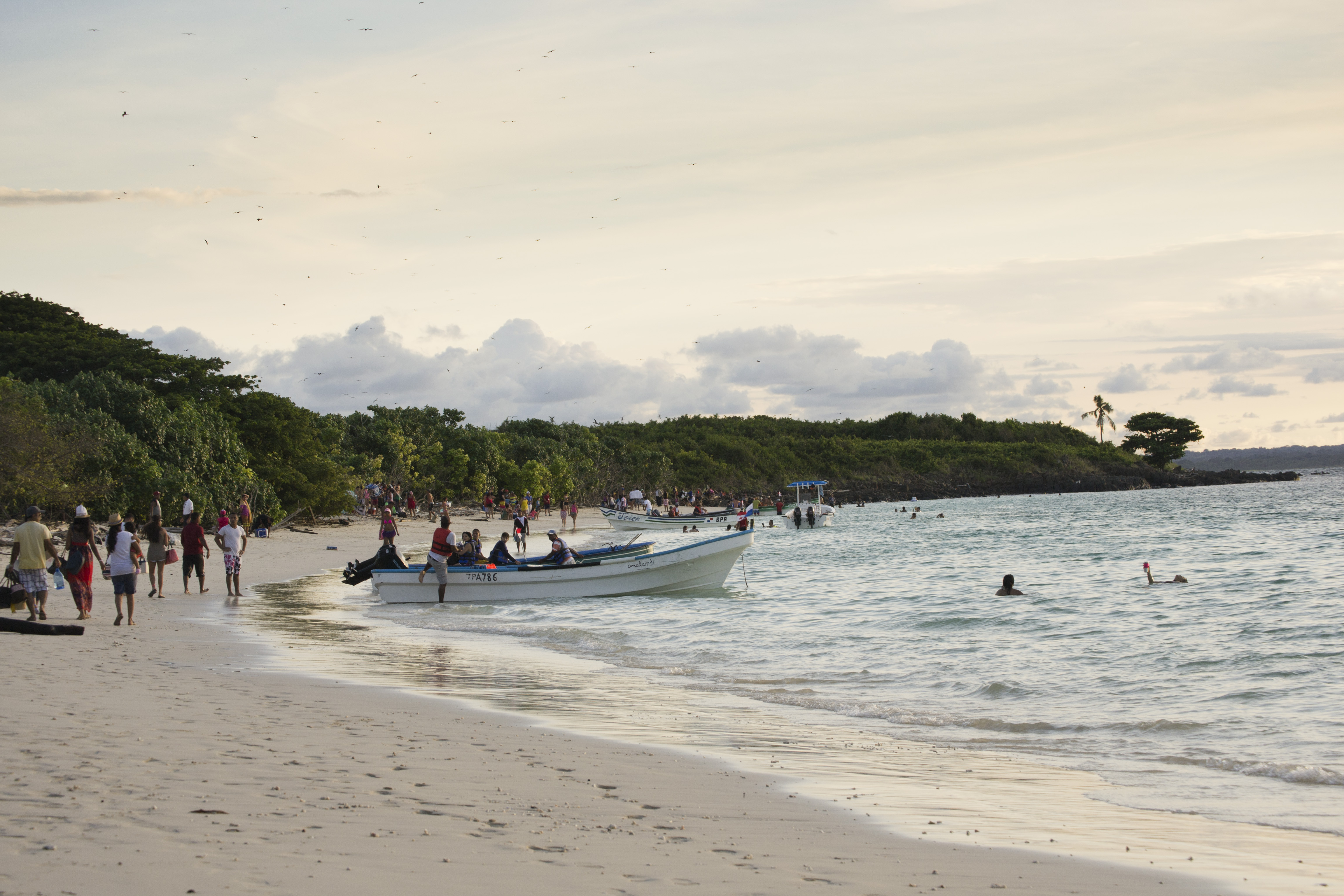